# Paradocus maculicollis
Paradocus maculicollis là một loài bọ cánh cứng trong họ Cerambycidae.